# Operación nularia
Se define como operación nularia aquella operación matemática en la  que el operador no necesita argumento para que se pueda calcular un valor.
Las operaciones nularias son funciones constantes, dado que sin argumentos devuelven siempre el mismo valor. Por ejemplo, la función pi devuelve el número π sin necesidad de argumentos.
{\displaystyle {\begin{array}{rccl}{\text{pi}}:&\emptyset &\longrightarrow &R\\&()&\longmapsto &a={\text{pi}}()\end{array}}}
Un caso excepcional sería la función aleatorio. Es una operación nularia, dado que sin argumento alguno devuelve un número aleatorio mayor o igual que cero y menor que uno.
{\displaystyle {\begin{array}{rccl}{\text{aleatorio}}:&\emptyset &\longrightarrow &R\\&()&\longmapsto &a={\text{aleatorio}}()\end{array}}}
Por lo cual es válido decir que la función aleatorio es una operación de aridad cero. Esto es, sin argumentos.